# Jesper Jensen (ishockeyspelare född 1991)
Jesper Jensen, född 30 juli 1991 i Köpenhamn, är en dansk ishockeyspelare som spelar för EC KAC i Österrikiska ishockeyligan.
Hans moderklubb är Rødovre IK. Inför säsongen 2010/2011 flyttade han till Rögle BK i Sverige. Han spelade totalt 42 matcher för Rögle BK i Hockeyallsvenskan under sin första säsong. Efter fyra säsonger i Rögle BK blev han inför säsongen 2014/2015 värvad till Färjestad BK i SHL.
Jensen är ordinarie spelare i det danska ishockeylandslaget.

## Klubbar
- Rødovre SIK: 2007-2010
- Rögle BK: 2010-2014
- Färjestad BK: 2014-2015
- Jokerit: 2015-2019
- Malmö Redhawks